# Vlag van Balk

Vlag van Balk

De vlag van Balk is de dorpsvlag van het Nederlandse dorp Balk, in de Friese gemeente De Friese Meren. De vlag werd in 1989 geregistreerd.

## Beschrijving
De beschrijving van de vlag is als volgt:
Een rode hijs met een lengte van 1/3 vlaghoogte; in de hijs een gele zespuntige ster; de vlucht van drie even hoge banen van geel-groen-geel met in de bovenste gele vaan aan de hijskant een groen lindeblad met steel.
De kleuren zijn afkomstig van het dorpswapen.

## Symboliek
- Groene baan: verwijst naar de rivier De Luts welke door Balk stroomt.[2]

Rode hijs: sprekend deel van het wapen, symbool voor een balkbrug over De Luts waar Balk zijn naam aan ontleent.
- Ster: dit betreft een zogenaamde "leidster" welke in de Friese heraldiek verwijst naar bestuurlijk leiderschap.[3] Balk was de hoofdplaats van de grietenij en later gemeente Gaasterland en haar opvolger, de gemeente Gaasterland-Sloten.
- Lindeblad: linden komen voor langs De Luts. Tevens worden zij vermeld in het gedicht "Mei" van Herman Gorter. Dit gedicht zou hij geschreven hebben in Balk en het zou ook over dit dorp gaan.[2]